# Paul Painlevé
Paul Painlevé, född 5 december 1863 i Paris, död där 29 oktober 1933, var en fransk matematiker och politiker.

## Matematikern
Paul Painlevé blev filosofie doktor 1887 och 1892 professor vid universitetet i Paris, vid École polytechnique och senare vid École normale supérieure. Han ägnade sig väsentligen åt differentialekvationernas teori. På grund av sina framstående arbeten inom detta område inbjöds han av kung Oscar II att vid Stockholms högskola hålla föreläsningar höstterminen 1895. Dessa föreläsningar (Leçons sur la théorie analytique des équations différentielles, professées à Stockholm, 1897) redogjorde för de senaste framstegen inom den analytiska teorin för differentialekvationer samt åhördes av ett stort antal matematiker och har utan tvivel varit av stor betydelse för matematikens studium i Sverige. Kort efter sin vistelse i Sverige offentliggjorde han ett av de märkligaste resultat, som sedan upptäckten av de elliptiska funktionerna blivit funnet inom teorin för differentialekvationerna, i det att han lyckades ange klasser av icke-linjära differentialekvationer, som definierar väsentligt nya entydiga transcendenter. Den enklaste av dessa differentialekvationer är ekvationen
{\displaystyle {\frac {d^{2}y}{dx^{2}}}=6y^{2}+x.}
Painlevé var även verksam inom den rationella mekaniken och i bland annat sina Leçons sur le frottement (1895) påvisade han otillräckligheten av den traditionella behandlingen av friktionen. Han skrev senare bland annat Les axiomes de la mécanique. Note sur la propagation de la lumière (1922). Han invaldes som ledamot av franska Vetenskapsakademien 1900 och som utländsk ledamot av svenska Vetenskapsakademien 1903.

## Politikern
Under senare år tog Painlevé livlig del i det politiska livet och blev ledamot av nationalförsamlingen, där han anslöt sig till de "republikanska socialisternas" grupp. Han var från oktober 1915 till mars 1917 i Aristide Briands ministär undervisningsminister och minister för uppfinningar av vikt för nationalförsvaret. I sistnämnda egenskap var han ledamot av det i december 1916 inrättade krigskabinéttet. Han var från mars till september 1917 krigsminister i Alexandre Ribots ministär och ingrep som sådan efter misslyckandet av general Robert Nivelles offensiv genom att 16 maj entlediga denne från befälet. Sedan Ribot störtats, bildade Painlevé 13 september egen ministär med bibehållande av krigsministerportföljen. Hans ministär lyckades ej vinna säkert stöd av socialdemokraterna och utsattes samtidigt från motsatt håll för klander för bristande energi vid bekämpandet av défaitisternas propaganda för samförståndsfred. Den led 13 november nederlag i nationalförsamlingen och fick vika för en ministär under ledning av Georges Clemenceau.
Painlevé var efter vänstersegern vid parlamentsvalen 1924 flertalet radikalers och socialdemokraternas kandidat till republikens president efter Alexandre Millerand, valdes av den nya nationalförsamlingen till dess president, men fick vid presidentvalet efter Millerand stå tillbaka för senatspresidenten Gaston Doumergue. Då ministären Édouard Herriot i april 1925 tvingades avgå, blev Painlevé konseljpresident och krigsminister med Briand som utrikes- och Joseph Caillaux som finansminister. Statsfinansernas ömtåliga läge och gränskriget mot rifkabylhövdingen Abd el-Krim i Marocko (dit Painlevé juni 1925 företog en flygresa för att konferera med marskalk Hubert Lyautey) beredde den nya ministären betydande parlamentariska svårigheter.
Painlevé avgick som konseljpresident 27 oktober 1925, men bildade 29 oktober (utan Caillaux) en ny, mer vänsterinriktad ministär, i vilken han själv var finansminister. Hans finansplaner gillades ej av kammaren, och han avgick 22 november samma år. Han var sedermera krigsminister i Briands tionde ministär (från november 1925 till juli 1926) samt i ministärerna Herriot (juli samma år) och Raymond Poincaré (från juli 1926 till juli 1929). Painlevé föreslogs 1932 som Frankrikes president, men drog sig tillbaka före valet. I december samma år blev han luftförsvarsminister i ministären Joseph Paul-Boncour, men efter dess fall i januari 1933 var Painlevés politiska karriär slut.
Mot oberättigade beskyllningar för att genom inblandning ha del i ansvaret för misslyckandet av Nivelles offensiv skrev Painlevé La vérité sur l'offensive du 16 avril 1917 (1919).

## Utmärkelser
Asteroiden 953 Painleva är uppkallad efter honom.